# Su Scoglitteddu
Su Scoglitteddu è un'isola dell'Italia, in Sardegna.